# Samariterstraße (metrostation)
Samariterstraße is een station van de metro van Berlijn, gelegen onder de Frankfurter Allee, ter hoogte van de kruising met de Samariterstraße, in het stadsdeel Friedrichshain. Het metrostation werd op 21 december 1930 geopend als deel van de nieuwe lijn E, de huidige U5. Tijdens de deling van de stad lag station Samariterstraße in Oost-Berlijn.
Samariterstraße kreeg zoals alle stations op lijn E een standaardontwerp van de hand van Alfred Grenander, indertijd huisarchitect van de Berlijnse metro. Om de sterk op elkaar gelijkende stations van elkaar te onderscheiden maakte Grenander gebruik van de zogenaamde herkenningskleur, die toegepast werd op vaste elementen als de wandbetegeling en de stalen steunpilaren. De toewijzing van de kenkleur volgde een zich herhalend patroon: roze, lichtgrijs, geel, blauwgroen, lichtgroen. Station Samariterstraße werd uitgevoerd in lichtgroene tinten. Aan beide uiteinden van het eilandperron bevindt zich een tussenverdieping met uitgangen die leiden naar de Frankfurter Allee. De perronhal is ongeveer anderhalve verdieping hoog, zodat men perron en sporen vanaf de tussenverdieping kan overzien.
Tijdens de Tweede Wereldoorlog leed het Berlijnse metronet grote schade. Ook station Samariterstraße werd getroffen: op 9 of 10 april 1945 werd het dak door een inslaande bom over een grote lengte opengereten, waardoor acuut instortingsgevaar dreigde. Het station was op dat moment al enige tijd gesloten, aangezien er op dit deel van lijn E geen treinen meer reden. Op 25 april 1945 werd de dienst op de laatste nog wel in bedrijf zijnde trajecten stilgelegd. De situatie verergerde nog in mei 1945, toen de Noord-zuidtunnel van de S-Bahn ter hoogte van het Landwehrkanaal werd opgeblazen en onder water kwam te staan. Via een voetgangerstunnel in station Friedrichstraße bereikte het water ook het metronetwerk. Bijna een miljoen kubieke meter water verspreidde zich vervolgens door de tunnels en het traject Alexanderplatz - Frankfurter Allee van lijn E overstroomde volledig. Na het einde van de oorlog begon men met het leegpompen van de tunnels en het herstellen van de schade. Op 16 juni 1945 stopten de eerste pendeltreinen weer in station Samariterstraße.
In de DDR-tijd schilderde men de pilaren op het perron rood, waardoor een groot contrast met de lichtgroene betegeling ontstond. Aan de wanden werden schilderijen opgehangen die de geschiedenis van de Duitse arbeidersbeweging illustreerden. Na de Wende werden deze schilderijen verwijderd. In november 1992 werd de kraker Silvio Meier in metrostation Samariterstraße vermoord door neonazi's. Naar aanleiding hiervan plaatste men aan de wanden kunstwerken tegen zinloos geweld van kinderen uit Friedrichshain, die later weer vervangen werden door reclameborden. Bij de noordwestelijke uitgang van het station herinnert een plaquette aan het gewelddadige incident.
Tussen 2003 en 2004 stak men de oudste stations van de U5 in een nieuw jasje. De wandbetegeling moest wijken voor een vandalismebestendige bekleding van geëmailleerde metaalplaten en de vloeren werden volledig vervangen. In station Samariterstraße, dat zich nog grotendeels in de staat van 1930 bevond, ging men echter omzichtiger te werk. Men besloot hier het authentieke uiterlijk te behouden en de sanering te beperken tot noodzakelijke onderhoudsmaatregelingen en schilderwerk. De pilaren kregen hun oorspronkelijke lichtgroene kleur terug. Naast eindstation en overstapcomplex Alexanderplatz is Samariterstraße het enige station op de lijn dat onder monumentenzorg staat.
Bij de sanering van de stations van de U5 bouwde men, in tegenstelling tot een eerder vergelijkbaar project op de U6, nog geen liften in. Station Samariterstraße heeft hierbij nog steeds geen hoge prioriteit; volgens het tijdschema van de Berlijnse Senaat zal het pas na 2010 van een lift voorzien worden.